# 胡椒豬肚湯
胡椒豬肚湯是粵菜中的一道老火湯，是中國廣東、香港和澳門地區常見的湯水。嶺南地區的春季陰冷潮濕，夏季悶熱而濕氣重，喝這湯被認為有健脾暖胃的功效，在冬季此湯則有驅風散寒的功效，所以胡椒豬肚湯被視為一種具有食療功效的湯水。

## 做法
胡椒豬肚湯的材料除了豬肚和胡椒外，也可加入豬肉或豬骨。配料可選用鹹菜或白果，如果以鹹菜作為配料便成為鹹菜胡椒豬肚湯，用腐竹和白果作為配料則成為腐竹白果胡椒豬肚湯。
如果烹調鹹菜胡椒豬肚湯，鹹菜要洗淨切絲，放水中浸泡，取出後擰乾水分。如果烹調腐竹白果胡椒豬肚湯，腐竹要切開，並放水中浸泡，瀝乾水分，而白果同樣要洗淨。
豬肚在烹調前，要用粗鹽擦洗豬肚，可用熱水燙煮，以便把豬肚內側的脂肪膜清除，必須把豬肚清洗乾淨，盡量清除豬肚的脂肪油份，否則湯水會有異味。豬肚清洗後放入沸水煮約五至十分鐘後撈起備用。白胡椒略為拍碎，然後炒香，再加入清水及放入豬肚慢火烹煮。可以把胡椒放入豬肚內，再以棉線縫合放入鍋內烹煮，也可以把豬肚切為條狀直接烹煮以節省工序和時間。如有豬肉或豬骨也可與豬肚一起烹調，並可加入先前準備的腐竹、白果或鹹菜等配料，最後以食鹽調味。

## 食療
豬肚具有健脾胃的功效，胡椒能夠溫中散寒，因此胡椒豬肚湯特別適合胃寒的人士，但此湯用料偏向溫熱，不宜過量飲用，而陰虛火旺的人士也不宜飲用胡椒豬肚湯。